# Comblain-au-Pont
Comblain-au-Pont (wa. Comblin-å-Pont) – miejscowość i gmina (commune) w Belgii, w Regionie Walońskim, w prowincji Liège, w okręgu Liège. 1 stycznia 2024 roku liczyła 5319 mieszkańców.

## Podział administracyjny
W skład gminy wchodzi jedna dzielnica (section):
- Poulseur